# 激突!選挙スタジアム2016
『激突!選挙スタジアム2016』（げきとつ せんきょスタジアムにせんじゅうろく）は、TBSテレビ（JNN系列）で放送された、2016年（平成28年）7月10日に執行された第24回参議院議員通常選挙の選挙特別番組。

## 概要
TBS（JNN系列）では選挙特別番組としてこれまで原則として『乱!』シリーズを放送してきたが、今回はこれを大幅にリニューアルした。構想3年で開発された「SMV」（スーパーマルチビジョン）と「GIV」（議席一覧ビジョン）を採用し、TBSの報道番組でキャスターやコメンテーターを務める面々を総動員させる。
第1〜3部の総合司会は『ひるおび!』MCの恵俊彰が務める。恵は第47回衆議院議員総選挙時の『乱!総選挙2014』にゲストとして出演したことはあるが、選挙特番の総合司会を務めるのは今回が初めてである。
第1・2部ではキャスターを『報道特集』キャスターの膳場貴子と『Nスタ ニューズアイ』メインキャスターの竹内明が担当し、解説役を『NEWS23』前キャスターでTBSスペシャルコメンテーターの岸井成格が務める。岸井と膳場が『NEWS23』降板後に共演するのはこれが初めてとなる。開票速報キャスターは『Nスタ ニューズアイ』メインキャスターの佐古忠彦と加藤シルビアが担当する。
第3部では恵と竹内が番組に残留する一方で、膳場が退場し、入れ替わりで『NEWS23』キャスターの皆川玲奈がキャスターとして登場する。解説役も岸井から『NEWS23』メインキャスターの星浩に、開票速報キャスターも佐古から『NEWS23』キャスターの駒田健吾にそれぞれ交代される。
第4・5部では恵と竹内が退場し、佐古がキャスターとして番組の進行役に昇格する。第3部キャスターの皆川、解説の星、開票速報キャスターの駒田はそれぞれ引き続き出演する。

## 出演者

### 第1・2部
総合司会
- 恵俊彰

キャスター
- 膳場貴子
- 竹内明

解説
- 岸井成格

開票速報キャスター
- 佐古忠彦
- 加藤シルビア（TBSアナウンサー）

### 第3部
総合司会
- 恵俊彰

キャスター
- 竹内明
- 皆川玲奈（TBSアナウンサー）

解説
- 星浩

開票速報キャスター
- 駒田健吾（TBSアナウンサー）
- 加藤シルビア（TBSアナウンサー）

### 第4・5部
キャスター
- 佐古忠彦
- 皆川玲奈（TBSアナウンサー）

解説
- 星浩
- 今市憲一郎（TBS政治部長）

開票速報キャスター
- 駒田健吾（TBSアナウンサー）

### 各部共通
レポーター
- JNN系列各局のアナウンサー及び記者

## 系列局での扱い
これまでの選挙特番と同様、番組の一部を自社製作版に差し替えて放送する。
毎日放送（MBSテレビ）
MBSテレビでは、番組の特に第1部から第3部までの大半を『ちちんぷいぷい』・『VOICE』をベースにした『激突!選挙スタジアム2016 ぷいぷい×VOICE』へ差し替えた。なお、毎日放送では特番の内容としては、候補者をカードゲームに使うカードに見立てた「政治家カード」を作り、それを使ってカードゲーム風に選挙結果を紹介する演出を使用。大きな話題となった。今回から初の司会となる山本浩之（フリーアナウンサー）は2013年の参院選までは他局の夕方ニュースをベースにした開票特番の大阪からのキャスターを務めていた。
北海道放送（HBC）
北海道放送は番組の一部を『今日ドキッ!』をベースにした『激突!選挙スタジアム2016 HOKKAIDO』に差し替えて、北海道の開票速報情報などを放送した。司会は堀啓知・高橋友理（どちらもHBCアナウンサー）。

## 放送時間
第1・2部
- 19:56 - 23:05

第3部
- 23:05 - 翌0:05

第4・5部
- 翌0:05 - 2:30（1:00 - 1:15に『JNNスポーツ&ニュース』を挿入予定[4]）